# Tressenstein
Tressenstein är ett berg i Österrike.   Det ligger i distriktet Liezen och förbundslandet Steiermark, i den centrala delen av landet, 200 km väster om huvudstaden Wien. Toppen på Tressenstein är 1 201 meter över havet. Tressenstein ligger vid sjön Altausseer See.
Terrängen runt Tressenstein är bergig söderut, men norrut är den kuperad. Närmaste större samhälle är Bad Aussee, 2,6 km söder om Tressenstein. 
I omgivningarna runt Tressenstein växer i huvudsak blandskog. Runt Tressenstein är det ganska glesbefolkat, med 25 invånare per kvadratkilometer.